# Brittney Skye

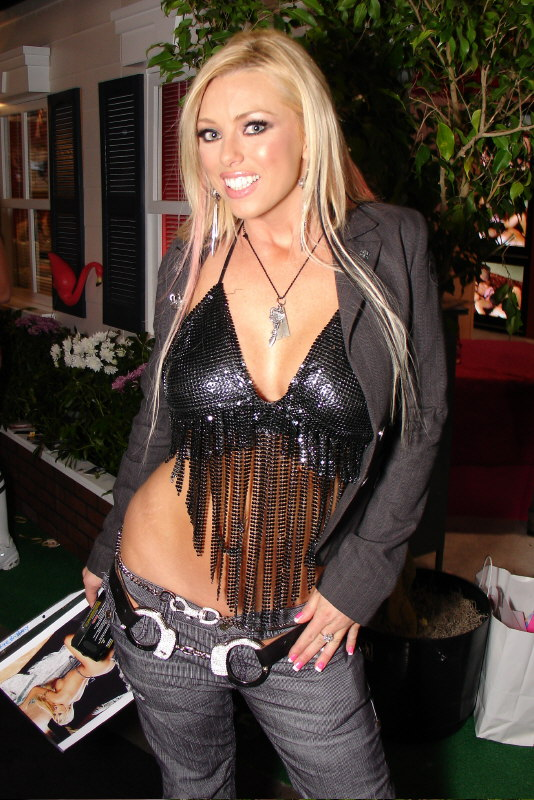
Brittney Skye (2007)

Brittney Skye (bürgerlich Natalie Brandie Rae Rothwell, * 5. November 1977 in Los Angeles, USA) ist eine US-amerikanische Pornodarstellerin.

## Leben
Vor ihrer Karriere entwarf sie Kinderschlafzimmer und arbeitete im Einzelhandel. Skye startete ihre Hardcore-Porno-Karriere im Jahr 2001 und hat seitdem in über 400 Filmen mitgespielt, unter anderem in vielen Folgen der Shane’s-World-Reihe, u. a. in College Invasion.
Am 15. Juni 2003 erlangte Skye Aufmerksamkeit in der Öffentlichkeit, als sie auf das Grün des Olympia Fields Country Club während der Endrunde der U.S. Open im Golf rannte: Skye, oben ohne mit dem Schriftzug des Internet-Casinos Golden Palace auf Brust und Rücken, versuchte eine Blume an Jim Furyk zu überreichen. 2006 wurde sie zusammen mit Tommy Gun mit einem AVN Award für ihre Darstellung in dem Film Porn Star von Michael Ninn ausgezeichnet.

## Filmografie (Auswahl)
- Shane’s World 30, 2002
- Snoop Dogg’s Hustlaz: Diary of a Pimp, 2002
- Pussyman’s Decadent Divas 22 & 24 (2003 & 2004)
- Der Geist mit dem ich schlief, 2003
- Looking for Love, 2003
- No Limits, 2003
- College Invasion 1 (2003), 6 und 7 (beide 2005)
- Loaded, 2004
- Shattered, 2004
- Exposed Brittney Skye, 2005 von Michael Ninn, erschienen bei Ninn Worx
- Evoke - Brittney Skye, 2005 von Michael Ninn, erschienen bei Ninn Worx
- Sexpose’ 3: Brittney Skye, 2006
- Whorecraft Episode 6 - Change

## Auszeichnungen
- 2006: AVN Award „Best Couples Sex Scene - Video“ (zusammen mit Tommy Gunn)